# 폴 리카르 서킷
폴 리카르 서킷(영어: Circuit Paul Ricard)은 프랑스 프로방스알프코트다쥐르 바르 주 르 카스텔레에 1969년 세워진 프랑스의 모터 스포츠 경기장이다. 길이는 5.842km이며 15개의 코너로 이루어져 있다. 파스티스로 알려진 프랑스의 주류 사업가 폴 리카르(Paul Louis Marius Ricard)에 의해 건설되었으며, 1971년부터 2022년까지 포뮬러 1 프랑스 그랑프리를 간헐적으로 유치했다.